# Токо світлодзьобий
Токо світлодзьобий (Lophoceros pallidirostris) — вид птахів родини птахів-носорогів (Bucerotidae).

## Поширення
Вид поширений в Анголі, ДРК, Кенії, Малаві, Мозамбіку, Танзанії і Замбії.

## Опис
Птах завдовжки до 50 см. Вага - 200-325 г. Птахи мають темно-сіру шию і горло. Велика біла смуга проходить над оком до шиї. Спина чорна, пір'я хвоста червоного кольору з білими кінчиками, які відсутні лише в середній парі кермових пір'їн. Черево та груди білі. Крила рудо-коричневимі. Дзьоб кремово-жовтий з сірими плямами і сірим кінчиком. Ріг закінчується різко в передній третині дзьоба. Очі червоні до червоно-коричневого кольору, ноги і ступні - коричневі. Самиці подібні на самців, але мають менший і коротший ріг.